# Euphorbia abyssinica
Euphorbia abyssinica ist eine Pflanzenart aus der Gattung Wolfsmilch (Euphorbia) in der Familie der Wolfsmilchgewächse (Euphorbiaceae).

## Beschreibung
Die sukkulente Euphorbia abyssinica bildet Bäume bis 9 Meter Höhe aus. Die aufsteigenden Zweige bilden eine dichte Krone. Sämlinge haben eine etwa achtkantige Form, die Zweige erwachsener Pflanzen sind in der Regel vierkantig und bis 6 Zentimeter breit. Sie sind mit eiförmigen Einschnürungen versehen, die 15 Zentimeter lang sind und die Kanten sind mit leichten, gewellten Zähnen besetzt, die in 12 Millimeter Abstand stehen. Die einzelnen und verkorkenden Dornschildchen sind dreieckig geformt und werden 10 Millimeter breit und 7 Millimeter lang. Es werden bis 5 Millimeter lange Dornen ausgebildet.
Der Blütenstand besteht aus einfachen Cymen, die zu ein bis fünf Stück zusammen an einem dicken 5 Millimeter langen Stiel stehen. Das Cyathium erreicht 12 Millimeter im Durchmesser. Die elliptischen Nektardrüsen sind gelb gefärbt und berühren sich fast. Der Fruchtknoten ist mit einer gezähnten dreilappigen Blütenhülle versehen. Die beinahe kugelförmige und weiß gefärbte Frucht wird etwa 15 Millimeter breit und 20 Millimeter lang. Sie ist fleischig und wird mit zunehmender Reife rot, verhärtet sich und ist später tief gelappt. Der glatte Samen wird 4,5 Millimeter lang und 3,7 Millimeter breit und ist kugelförmig.

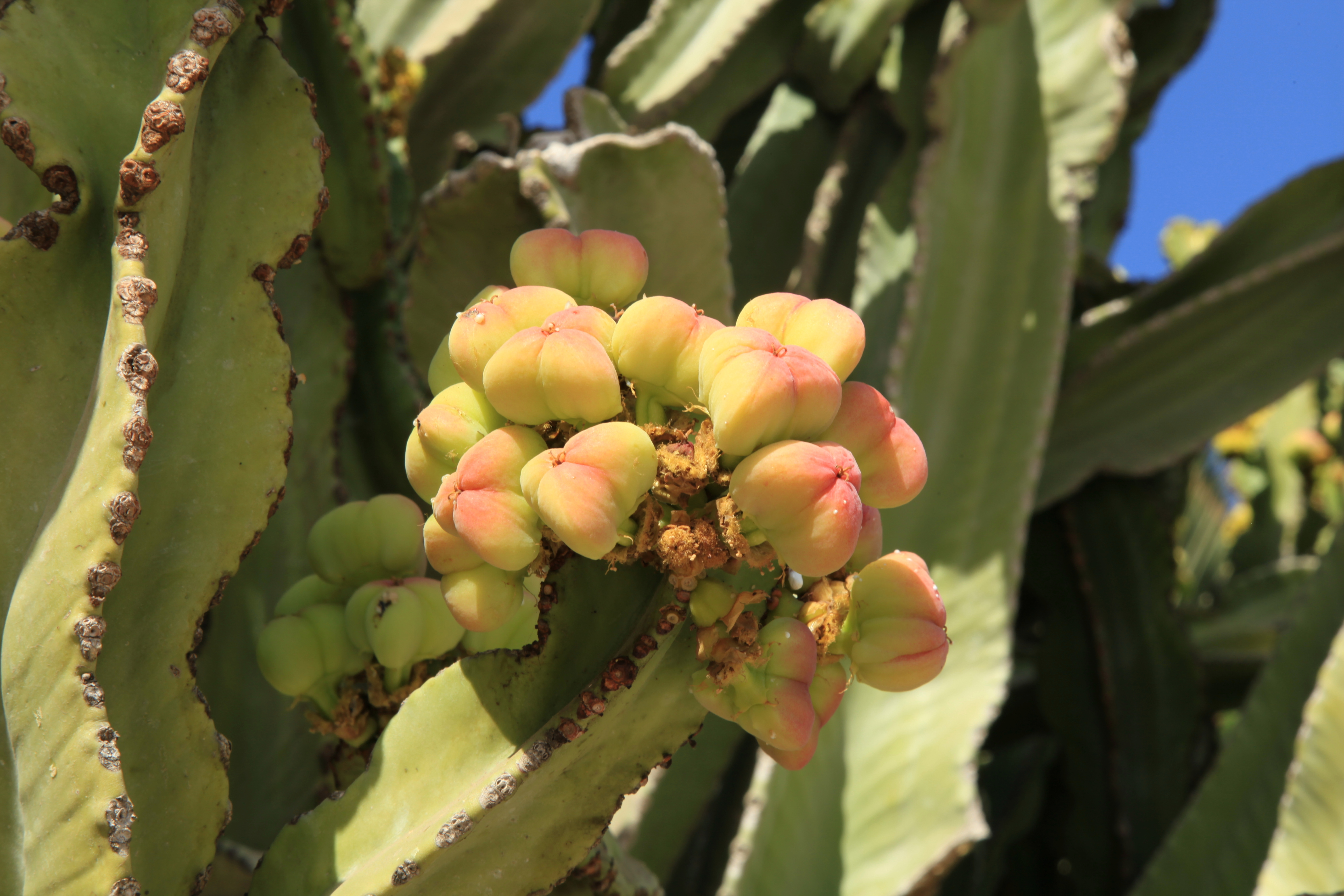
Reifende Früchte

## Verbreitung und Systematik
Euphorbia abyssinica ist im Osten von Sudan, in Eritrea, im Norden von Äthiopien und im Norden von Somalia auf steinigen Hängen und in Höhenlagen von 840 bis 1460 Meter verbreitet.
Die Erstbeschreibung der Art erfolgte 1791 durch Johann Friedrich Gmelin. Nomenklatorische Synonyme sind Euphorbia officinarum var. kolquall Willd. (1799), Euphorbia obovalifolia A.Rich. (1851), Euphorbia grandis Lem. (1857), Euphorbia richardiana Baill. (1860), Euphorbia abyssinica var. tetragona Schweinf. (1899), Euphorbia candelabrum var. erythraeae A.Berger. (1907), Euphorbia erythraeae (A.Berger) N.E.Br. (1912), Euphorbia hararensis Pax (1907), Euphorbia neutra A.Berger (1907), Euphorbia acrurensis N.E.Br. (1912), Euphorbia controversa N.E.Br. (1912), Euphorbia disclusa N.E.Br. (1912), Euphorbia neglecta N.E.Br. (1912) und Euphorbia aethiopium Croizat (1941).